# Pinus patula
Pinus patula, el pino mexicano amarillo o pino patula es una especie arbórea de las Pináceas, del Nuevo Mundo, de México.

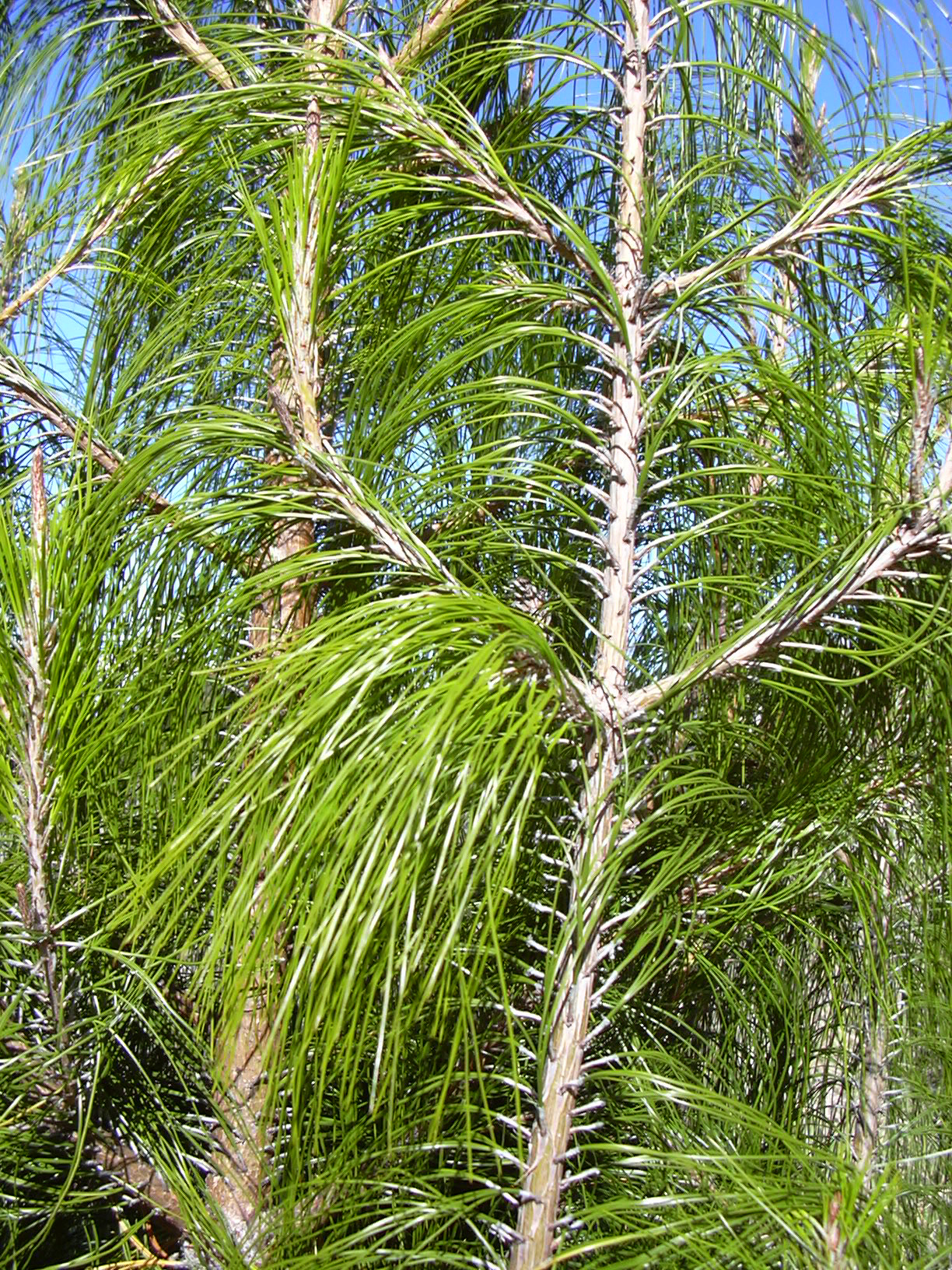
Detalles de las acículas

## Descripción

Pino patula en una montaña de Jalisco.

Pueden llegar de 20 a 40 m de altura, corteza papirácea, escamosa y rojiza.  Sus hojas cuelgan como flecos. Tiene unos conos duros y escamosos que cuelgan en grupos de 3 a 6.

## Distribución y hábitat
Crece desde los 24° a 18° de latitud norte y entre los 1800 y 2700 m sobre el nivel del mar. No soporta grandes periodos de temperaturas tan bajas como -10 °C, pero puede sobrevivir en climas más fríos por poco tiempo. Es moderadamente tolerante a la sequía, en este ámbito es superior que Pinus taeda. El rango de lluvias va desde los 750 a 2000 mm anuales, y ocurre principalmente en verano pero en el estado de Veracruz en la Sierra Madre Oriental su hábitat es lluvioso todo el año.

## Cultivos y usos
Se le explota principalmente por su buena calidad de papel que proporciona y se le ha introducido en diversas partes del mundo.
Se ha plantado en grandes altitudes en Ecuador (3500 m), Bolivia, Colombia (3300 m), Kenia, Tanzania, Angola, Zimbabue, Papúa Nueva Guinea, Hawái (3000 m). En Hawái está reemplazando a los herbazales alpinos nativos.
Es cultivado en más bajas altitudes que en su país de origen: Sur de Brasil, Sudáfrica, India, y en las provincias argentinas de Córdoba y San Luis es plantado con fines de forestación para crear bosques artificiales en tierras que anteriormente estaban cubiertas por matorrales.
Ha sido introducido cerca del nivel del mar: Ha sido introducido en Nueva Zelanda con propósitos comerciales y está totalmente naturalizado. También se le ha introducido en el Reino Unido como ornamental y crece bien.

## Como especie invasora
P. patula ha sido introducida en diferentes países fuera de su rango de origen, en algunos de ellos se ha convertido en una especie invasora, como en Australia, Colombia, Malaui y Sudáfrica.
En Australia se ha introducido en los estados de Victoria y Nueva Gales del Sur donde se expande naturalmente por el viento y es muy favorecido por las lluvias que son más abundantes en verano.
En Colombia, fue introducido a mediados del siglo XX debido a su uso forestal, sin embargo, se ha convertido en una invasora que amenaza a los páramos y bosques andinos debido a que su presencia esta asociada a la pérdida de biodiversidad de plantas y biota del suelo.
En Malaui varias especies endémicas están siendo amenazadas por la expansión rápida del pino. 
Las características que la convierten en invasora son:
- Tiene conos serotinosos, que se abren con el calor, especialmente luego de incendios forestales. En hábitats con frecuentes incendios naturales, esta especie compite fuertemente con otras especies pirófilas.

- Un corto periodo juvenil, estos pinos pueden empezar a producir conos femeninos a partir de los 2-5 años.

- Sus semillas son dispersadas por el viento, son sámaras, lo que le permite dispersarse a grandes distancias.

- Los árboles adultos son tolerantes al fuego lo que dificulta su erradicación.

## Propiedades
Esta especie se utiliza en Puebla para tratar ciertos malestares respiratorios como la tos.
Química
De Pinus patula se extrae una oleorresina en la que se han identificado los monoterpenos canfeno, alcanfor, paracimeno, acetato de geraniol, mirceno, transtocimeno, alfa y beta-felandreno, alfa y beta-pineno, sabineno, alfa-terpineno y alfa-terpineol; los triterpenos ácidos abiético, eliotinoico, leucopimárico, mercúsico, palústrico, pimárico, el iso, y el iso-delta-8-9-compuesto, y sandaracopimárico; los sesquiterpenes cariófileno y longifoleno, y el compuesto fenílico estragol.

## Taxonomía
Pinus patulea fue descrita por Schiede ex Schltdl. & Cham. y publicado en Linnaea 6: 354. 1831.
Etimología
Pinus: nombre genérico dado en latín al pino.
patula: epíteto latino que significa "extendida".
Sinonimia
- Pinus longipedunculata (Loock ex Martínez) Businský[10][11]

## Nombre común
El nombre más común es el de Pino llorón. Aunque también tiene otros nombres como: pino ocote (México), pino colorado, pino candelabro, pino gelecate (Puerto Rico).